# 大貫茂
大貫茂（おおぬき しげる、1933年3月26日ー2022年4月6日）は、日本の写真紀行作家。

## 人物・来歴
神奈川県生まれ。山と渓谷社に入社、経理部、出版部をへてフリーに。

## 著書
- 『たのしい旅行をしよう』 (新版・みつばちぶっくす) 国土社, 1975
- 『全国小京都の旅』 (エアリアガイド) 昭文社, 1981.5
- 『十和田・奥東北』 (地図の本) 日地出版, 1982.6
- 『関西周辺花の名所ガイド 春夏秋冬』 (Atlas guide. 地図の本) 日地出版, 1983.3
- 『鎌倉花の名所ガイド 観光』 (地図の本) 日地出版, 1983.4
- 『花の寺百景』旅行読売出版社, 1984.4
- 『花の万葉集』写真・文. グラフィック社, 1985.3
- 『花の源氏物語』写真・文. グラフィック社, 1986.3
- 『花の古寺巡礼 大貫茂写真集』ぎょうせい, 1987.6
- 『東京名苑散歩』 (Tokyo mook) 東京新聞出版局, 1988.10
- 『万葉花の名歌』写真・文. 毎日新聞社, 1988.2
- 『花の旅』 (山渓とっておきの旅 山と渓谷社, 1988.4-5
- 『東北 温泉・民芸・味までガイドしてます! 改訂版』 (地図の本)日地出版, 1989
- 『鎌倉・花の古寺50』写真・文. 旅行読売出版社, 1989.3
- 『小田急沿線花の寺めぐり』山と渓谷社, 1989.5
- 『東京近郊花の旅 四季の花を訪ねる日帰り一泊ガイド』東京新聞出版局, 1989.7
- 『東京発花名所』カラーブックス 保育社, 1990.4
- 『日本花列島 大貫茂写真集』ぎょうせい, 1990.9
- 『大阪発花名所』(カラーブックス 保育社, 1991.2
- 『名花・名木を訪ねる』(カラーブックス 保育社, 1992.1
- 『万葉の花鳥風月』(カラーブックス 保育社, 1993.1
- 『東京・花の散歩道 四季花の名所と名園全案内』講談社カルチャーブックス 写真・文 1993.3
- 『全国花の寺花の社100』 (たびよみカラーmook) 写真・文. 旅行読売出版社, 1993.4
- 『秩父34カ所霊場めぐり』日地出版, 1994.6
- 『香りの花旅』写真・文. 誠文堂新光社, 1996.3
- 『ハーブ万葉集 今日に役立つ植物達』文・写真. 誠文堂新光社, 1996.4
- 『関東近郊花のある旅100』 (旅の達人シリーズ) 山海堂, 1996.9
- 『山野草の群落 花の原風景』写真・文. 誠文堂新光社, 1997.2
- 『花を撮る』 (カラー・ガイド・ブック. 写真クラブ) 誠文堂新光社, 1997.4
- 『萬葉植物事典』馬場篤植物監修. クレオ, 1998.3
- 『ハーブ園ガイド 東日本編』 (ジェイ・ガイド ホリデー) 写真・文, 山と溪谷社旅行図書編集部編. 山と溪谷社, 1998.5
- 『訪ねてみたい「四季の花庭・花畑」 全国花名所紀行』 (婦人生活ベストシリーズ) 撮影・文. 婦人生活社, 1999.5
- 『ハーブ園ガイド 西日本編』 (ジェイ・ガイド ホリデー) 写真・文, 山と溪谷社出版部編. 山と溪谷社, 1999.6
- 『日本の山野草』クレオ, 2000.2
- 『長野花の名所12カ月』 (ジェイ・ガイド. 花の名所シリーズ) 写真・文. 山と溪谷社, 2001.3
- 『万葉の花100選 古歌でたどる花の履歴書』文・写真. 淡交社, 2001.4
- 『全国桜の名木100選』家の光協会, 2002.2
- 『日本の巨樹100選』文・写真. 淡交社, 2002.8
- 『花の似あう名社寺 関東周辺』 (Gakken mook) 写真・文. 学習研究社, 2003.4
- 『万葉びとが愛した名歌に咲く花』 (美ジュアル日本) 写真・文. 学習研究社, 2003.7
- 『花の似あう名社寺 関東周辺 美しい花に出会える75の社寺を一挙紹介』 (美ジュアル日本) 写真・文. 学習研究社, 2004.2
- 『万葉の花鳥風月 古歌でたどる万葉人のこころ』文・写真. 淡交社, 2006.10
- 『心を揺さぶる桜の名木100選 関東とその周辺』 (地球の歩き方gem stone) ダイヤモンド・ビッグ社, 2007.3
- 『花蓮品種図鑑』誠文堂新光社, 2009.6
- 『桜の話題事典』編著. 東京堂出版, 2010.3
- 『奈良の花ごよみ 万葉の花の履歴書 カラー版』じっぴコンパクト新書 実業之日本社, 2010.4
- 『桜伝説』アーツ・アンド・クラフツ, 2012.3
- 『信濃の一本桜』信濃毎日新聞社, 2012.3
- 『義経はどこまで生きていたのか? 伝説から再構築したワンダーストーリー』 (散歩の達人ヒストリ) 交通新聞社, 2016.11

### 共著
- 『趣味の家庭園芸 3観葉・鉢花』坂梨一郎,原田龍志解説 (写真) 山と渓谷社, 1979.6
- 『薬草500種 栽培から効用まで』馬場篤文, 写真. 誠文堂新光社, 1996.9
- 『日本の香木・香草 香る花・木・草220種』舟茂洋一, 馬場篤 文, (写真) 誠文堂新光社, 1998.1
- 『万葉集に歌われた草木』猪股静弥著, 写真. 冬至書房, 2002.4